# 畑薙第二ダム
畑薙第二ダム（はたなぎだいにダム）は、静岡県静岡市葵区小河内地先、一級水系 大井川本川上流部に建設されたダムである。

## 沿革
戦後、大井川水系では日本発送電より発送電施設を受け継いだ中部電力によって、新規の電源開発計画が進められた。1951年（昭和26年）に井川および奥泉地点に発電専用ダムを建設する計画を開始。1956年（昭和31年）に奥泉ダム、1957年（昭和32年）に井川ダムが完成し大規模水力発電所の建設が最盛期となった。そして1957年より井川ダム上流に新たな水力発電所の建設計画が持ち上がった。
この水力発電所は中部電力初となる揚水発電所として計画され、畑薙地点に二箇所のダムを建設して認可出力137,000kWの発電を行うものであった。この発電所の下池（下部調整池）として計画されたのが畑薙第二ダムである。

## 目的
畑薙第二ダムは堤高69.0mの中空重力式コンクリートダムである。上池である畑薙第一ダムも堤高125.0mの中空重力式ダムであり、揚水発電所のダムで両者とも同じ中空重力式というのはこのダムが唯一である。また、下流の井川ダムも同型式であり、同一河川に3基も中空重力式が連なる例は世界的にも稀有な存在である。1961年（昭和36年）畑薙第一ダムに先立ち完成している。
このダムは畑薙第一発電所の下部調整池であり、河川の自流水を利用した自流混合式揚水発電を行う。昼間は畑薙第二ダムに貯水し、夜間は第二ダムの水を上部調整池である第一ダムへ汲み上げる。こうした方法で最大137,000kWを発電する他、第二ダム単独でも発電を行い、直下にある畑薙第二発電所において認可出力85,000kWの電力を発電する。

## 東河内発電所
なお、2001年（平成13年）よりダム直下左岸部（写真では右下の青い屋根の建物がある場所）に東河内発電所を新設した。この発電所は認可出力170kWと極めて小規模な発電能力であるが、河川維持放流を利用した水力発電であるというのが特徴である。大井川は1961年、第二ダムと同年に塩郷ダムが完成、それ以降下流20km区間にわたって大井川が枯渇した。この為流域の自治体・住民は中部電力に対し発電用水利権の一部返還を水利権更新時に要求、塩郷ダム直下の人文字デモなどで強硬に訴えた。
住民の声に後押しされた静岡県の要求により中部電力は1989年（平成元年）、毎秒3トン～5トンの河川維持放流を実施する事を表明。畑薙第二ダムにおいても毎秒0.55トンの維持放流が義務となり、これ以降無水区間は解消された。この維持放流を有効に活用すべく極めて小規模な水力発電施設の建設が発案され、中部電力としては初となる河川維持放流用発電所が建設された。これが東河内発電所である。ドイツのオズバーガ社によるクロスフロー水車が使用され、建設費を縮減している。
こうした河川維持放流を利用した小規模水力発電は、奥只見ダム（只見川）を始め多くのダムにおいて建設されるようになった。ダムの目的には入らないが、主に施設管理用の電力として使用される。こうした風潮は1997年（平成9年）の「京都議定書」締結以降、二酸化炭素排出量を抑制するためのエネルギー転換策の中で、小規模の水力発電が環境負荷も少ないという理由から注目されたことも背景にある。出力1,000kW程度以下のマイクロ水力発電は経済産業省によって推奨され、2002年（平成14年）5月には「電気事業者による新エネルギー等の利用に関する特別措置法」、通称RPS法が施行された。
この中で滝や自然の段差、水車、上水道・下水道などを利用したマイクロ水力発電は「新エネルギー」として認められたが、既存のダムを利用したマイクロ水力発電はRPS法の除外対象となった。つまり既存のダムを利用したものは「新エネルギー」ではないという解釈である。従って法の趣旨に沿って厳密に言えば東河内発電所は1,000kW以下の出力基準に合致しているが、既存のダムからの発電であるためにマイクロ水力発電とはならない。だが、砂防堰堤に付設したマイクロ水力発電は「新エネルギー」として認められるのに、河川法上のダムが認められないという矛盾に対し、マイクロ水力発電を推進している団体などからは批判的な意見もある。

## 観光
畑薙第二ダムの直下流には「赤石温泉白樺荘」という温泉があった。この温泉は静岡市営の温泉であり入浴料は無料、10時から16時まで自由に入浴することができた。このため南アルプスへ登頂する登山客や、紅葉狩りなどで訪れる観光客が多く利用した。赤石温泉へ向かう途中の道からは、畑薙第二ダムを真正面から望むことができる。
現在は上流に移転し、「南アルプス赤石温泉白樺荘」として有料にて営業している。
アクセスは大井川鐵道井川線井川駅より井川地区自主運行バスを利用し、終点の「白樺荘」バス停で下車する。但し、本数が少ないので注意する。車では井川ダムより静岡県道60号南アルプス公園線を畑薙第一ダム方面に北上すると道沿いに見えてくる。だが、ダム本体への立ち入りは禁止されているため、付近から見るだけになる。
上流の畑薙第一ダムへは、県道で約4kmの道のりとなる。

## 参考資料
- 『ダム便覧 2006』：日本ダム協会。2006年
- マイクロ水力発電倶楽部 サイト (1)
- 『水力開発の促進・既設水力の有効利用に向けての提言』：財団法人新エネルギー財団・新エネルギー産業会議。2005年3月 (2)